# Silmarili
Silmarili, kvenjski mn. Silmarilli, sjaj čistog svjetla, su tri iznimna dragulja u izmišljenom svijetu J. R. R. Tolkiena napravljena od neokaljane svjetlosti Dvaju drveta Valinora,  Laurelina i Telperiona. Silmarile je u Valinoru načinio Fëanor, noldorski vilenjak tijekom Godina drveća od kristalne tvari silime. Silmarili su glavna tema Tolkienove knjige Silmarilliona, u kojoj se pripovijeda o stvaranju Eäe, svemira, te o samim početcima rasa vilenjaka, ljudi i patuljaka.

## Izgled
Silmarili nisu obični dragulji snažnog sjaja. Tri Silmarila su na neki način i živi i sveti. Nije točno poznato kako je Fëanor, najmoćniji Noldor, načinio ove predmete. Čak ni Valar Aulë, učitelj vilenjaka u izradi rukotvorina, nije znao kako ih načiniti. Zapravo, izgleda da ih ni sam Fëanor nije mogao ponovo načiniti jer je dio same njegove biti tijekom izrade ugrađen u njih. Silmarili su u Tolkienovu svijetu od neprocjenjive vrijednosti, jer su jedinstveni i ne mogu se ponovo stvoriti. Silmarili isijavaju svjetlost Dva drveta ugrađenu u njih, ali i pojačavši je odražavaju svaku drugu svjetlost koja se nađe u njihovoj blizini.

## Povijest u djelima
Finwëov sin Fëanor, jedan od prvih vilenjaka na Eäi, načinio je Silmarile od svjetlosti Dva drveta. Silmarile je blagoslovila Varda,
kako ih nikoje smrtno biće ili zlo stvorenje nebi moglo dotaknuti a da ne bude ozlijeđeno njihovim unutarnjim plamenom.
Odmetnuti Ainur Melkor je uz Ungoliantinu pomoć uništio Dva drveta Valinora. Nakon toga je jedino u Silmarilima ostala sačuvana neokaljana svjetlost Dva drveta. Zbog toga su Valari preklinjali Fëanora da ih se odrekne kako bi mogli obnoviti Dva drveta što je on odbio. Zatim su pristigle vijesti da je Melkor ubio Fëanorova oca Finwëa, Vrhovnog kralja Noldora, te da je ukrao Silmarile. Počinivši ovo djelo Melkor je pobjegao u svoju utvrdu Angband na sjeveru Međuzemlja. Nakon toga je Silmarile nosio u svojoj željeznoj kruni.
Fëanor je bio gnjevan i na Melkora, kojega je prozvao Morgothom, "Mračnim gospodarom", i na Valare za koje je mislio da žele prisvojiti Silmarile za svoje vlastite potrebe. Još ranije posijanim Morgothovim lažima zavarani vilenjaci su povjerovali kako su u nemilosti zavidnih Valara. Naposljetku se Fëanor zajedno sa svojim sinovima zakleo da će se boriti protiv svakoga tko im ne bi predao Silmarile. Ova zakletva je povodom mnogim kasnijim nevoljama uključujući i rodoubojstvo među vilenjacima.
Fëanor je natrag u Međuzemlje poveo mnoge vilenjake. Ovaj bijeg koji se dogodio na početku Prvog doba nije donio prestanak patnjama vilenjaka, ali i ljudi u Međuzemlju. Vođeno je pet velikih bitki u Beleriandu, ali Noldori ni uz pomoć svih ostalih koji su se zakleli nisu uspjeli Morgothu oteti Silmarile.
Nakon više od 400 godina jedan su Silmaril iz Morgothove krune kroz veliku pogibelj oteli Beren i Lúthien. Kasnije je taj Silmaril Valarima u Valinor odnio Tuorov i Idrilin sin Eärendil. Valari su taj Silmaril uzdigli na nebo. Ilúvatarova djeca su pojavu nove zvijezde shvatila kao dobar znak te su je prozvali 'Gil-Estelom', Zvijedom dobre nade. Druga dva Silmarila iz Morgothove krune su na kraju Gnjevnog rata uzeli Manwëovi podanici. Uskoro su ih preotela preostala dva Fëanorova sina Maedhros i Maglor u pokušaju da ispunite očevu zakletvu. Silmarili su i njih, kao ranije Morgotha, opekli. Maedhros je sa Silmarilom u rukama skočio u provaliju, a Maglor je Silmaril koji je držao bacio u more. Tako su Silmarili završili po jedan na nebu, u moru i u utrobi zemlje, a neće se vratiti u Međuzemlje sve do preoblikovanja zemlje. Tako da je samo onaj na nebu vidljiv u Međuzemlju kao Jutarnja i Večernja zvijezda.
Prema Mandosovu proročanstvu, nakon Melkorova posljednjeg povratka i poraza u Dagor Dagorathu, svijet će se izmijeniti i Valari će povratiti Silmarile. Fëanor pušten iz Mandosovih dvorana Silmarile će predati Yavanni koja će ih razbiti i pomoću njihove svjetlosti oživjeti Dva drveta, poravnat će planine Pelóri pa će svjetlost Dva drveta ispunjavati svijet vječnim sjajem. Ova zamisao se nalazi u Tolkienovim rukopisima koje je objavio njegov sin Christopher u Oblikovanju Međuzemlja, ali se ne nalazi u objavljenom Silmarillionu.

## Gospodar prstenova
Svjetlost Silmarila bila je uhvaćena u Galadrielinu bočicu koju je kasnije dala Frodu.